# Бајичени (Ботошани)
Бајичени (рум. Băiceni) насеље је у Румунији у округу Ботошани у општини Куртешти. Oпштина се налази на надморској висини од 122 m.

## Становништво
Према подацима из 2002. године у насељу је живело 909 становника, од којих су сви румунске националности.